# 臺灣王氏蛄蝦
王氏蛄蝦屬（學名：Wongastacia ）是種已滅絕的海螯蝦科物種，生存於中新世，化石發現於高雄市甲仙區的十六份頁岩地層中，模式種為臺灣王氏蛄蝦（學名：Wongastacia taiwanica ）。